# Bülent Ünder
Bülent Ünder (* 16. April 1949 in Istanbul) ist ein ehemaliger türkischer Fußballspieler und aktueller -trainer. Er war ein fester Bestandteil jener von Vereins- und Fanseite als legendär bezeichneten Mannschaft, die in den Spielzeiten 1970/71, 1971/72 und 1972/73 als erster Verein dreimal in Folge die türkische Meisterschaft gewinnen konnte.

## Spielerkarriere

### Verein
Ünder spielte seine gesamte Karriere für Galatasaray Istanbul. In acht Spielzeiten wurde Ünder dreimal türkischer Fußballmeister und zweimal Pokalsieger. Er beendete seine Karriere im Jahr 1978 mit einem Abschiedsspiel gegen den Stadtrivalen Fenerbahçe Istanbul. 

### Nationalmannschaft
Für die Türkische Fußballnationalmannschaft spielte Ünder zwischen 1973 und 1974 neun Spiele. 1974 nahm er mit der Türkei am ECO-Cup teil und gewann zum Turnierende diesen.

## Trainerkarriere
Bülent Ünder begann seine Trainerkarriere in der Saison 1991/92 bei Çengelköyspor. Nach bereits einem Jahr wechselte Ünder zum damaligen Zweitligisten Denizlispor. Dort wurde er jedoch nach einer kurzen Zeit entlassen. Ünder kehrte drei Jahre später als Co-Trainer von Fatih Terim für Galatasaray Istanbul auf die Trainerbank zurück. Von 1996 bis 2000 wurde Bülent Ünder an der Seite von Terim viermal türkischer Meister, zweimal türkischer Pokalsieger und UEFA-Pokalsieger. Nachdem Terim Galatasaray im Sommer 2000 verließ und nach Italien zum AC Florenz wechselte, verließ Ünder ebenfalls Galatasaray und wurde in der Saison 2000/01 Chef-Trainer bei Samsunspor. In seiner einzigen Saison gelang es ihm, mit seinem Team Galatasaray im eigenen Heimstadion zu besiegen, etwas, das zu diesem Zeitpunkt nur wenigen gelang. Während der Saison 2005/06 kehrte Bülent Ünder zurück zu Galatasaray Istanbul. Er war Spielanalytiker von Eric Gerets. Vom 25. März 2011 bis zum Saisonende war Ünder Chef-Trainer von Galatasaray Istanbul.

## Erfolge
Mit Galatasaray Istanbul
- Türkische Meisterschaft: 1971, 1972, 1973
- Türkischer Pokal: 1973, 1976

Mit der Türkischen Nationalmannschaft
- ECO-Cup: 1974